# Resolutie 2228 Veiligheidsraad Verenigde Naties
Resolutie 2228 van de Veiligheidsraad van de Verenigde Naties werd op 29 juni 2015 met unanimiteit door de VN-Veiligheidsraad aangenomen en verlengde de AU/VN-vredesmacht in Darfur opnieuw met een jaar.

## Achtergrond
Al in de jaren 1950 was het zwarte zuiden van Soedan in opstand gekomen tegen het overheersende Arabische noorden. De vondst van aardolie in het zuiden maakte het conflict er enkel maar moeilijker op. In 2002 kwam er een staakt-het-vuren en werden afspraken gemaakt over de verdeling van de olie-inkomsten. Verschillende rebellengroepen waren hiermee niet tevreden, en in 2003 ontstond het conflict in Darfur tussen deze rebellen en de door de regering gesteunde janjaweed-milities. Die laatsten gingen over tot etnische zuiveringen, en in de jaren daarna werden in Darfur grove mensenrechtenschendingen gepleegd waardoor miljoenen mensen op de vlucht sloegen.

## Inhoud
De gevechten tussen het leger en rebellen en stammen onderling waren in 2015 sterk toegenomen, en als gevolg daarvan ook de misdaad. Daarbij was ook het gebruik van clusterbommen opgemerkt, maar vooral de instroom van lichte vuurwapens was zorgwekkend. Daardoor was ook het aantal interne verdrevenen fors toegenomen, tot 2,5 miljoen personen. Ook waren nu 4,4 miljoen personen afhankelijk van noodhulp.
Doch bleef Soedan ondanks de gedane beloftes beperkingen opleggen aan de hulporganisaties en de bewegingsvrijheid van de UNAMID-vredesmacht in Darfur, waardoor niet iedereen bereikt kon worden.
Het mandaat van UNAMID werd ongewijzigd verlengd tot 30 juni 2016. Ook het aantal manschappen bleef met 15.845 militairen en 1583 agenten behouden. De prioriteiten waren wel herzien en waren nu het beschermen van de bevolking, de noodhulpverlening, de veiligheid van de hulpverleners en bemiddeling tussen de regering en de groeperingen die het Doha-document voor Vrede in Darfur (DDPD) niet hadden ondertekend. Daarnaast werd de vredesmacht gevraagd melding te maken van schendingen van de mensenrechten.
Verder had secretaris-generaal Ban Ki-moon in zijn rapport aan de Veiligheidsraad aanbevelingen gedaan inzake de toekomst van de missie, met een aantal doelstellingen die moesten worden behaald alvorens ze terug te trekken. Daartoe:
- moesten onderhandelingen worden gevoerd tussen de regering en rebellen die het DDPD niet hadden getekend;
- moest de bevolking veilig zijn en ongehinderd toegang hebben tot noodhulp;
- moesten intracommunautaire conflicten middels bemiddeling voorkomen worden en de onderliggende oorzaken aangepakt;

## Verwante resoluties
- Resolutie 2173 Veiligheidsraad Verenigde Naties (2014)
- Resolutie 2200 Veiligheidsraad Verenigde Naties

Lijst ·  2196 ·  2197 ·  2198 ·  2199 ·  2200 ·  2201 ·  2202 ·  2203 ·  2204 ·  2205 ·  2206 ·  2207 ·  2208 ·  2209 ·  2210 ·  2211 ·  2212 ·  2213 ·  2214 ·  2215 ·  2216 ·  2217 ·  2218 ·  2219 ·  2220 ·  2221 ·  2222 ·  2223 ·  2224 ·  2225 ·  2226 ·  2227 ·  2228 ·  2229 ·  2230 ·  2231 ·  2232 ·  2233 ·  2234 ·  2235 ·  2236 ·  2237 ·  2238 ·  2239 ·  2240 ·  2241 ·  2242 ·  2243 ·  2244 ·  2245 ·  2246 ·  2247 ·  2248 ·  2249 ·  2250 ·  2251 ·  2252 ·  2253 ·  2254 ·  2255 ·  2256 ·  2257 ·  2258 ·  2259